# هنري ألان
هنري ألان (6 يناير 1846 في المملكة المتحدة - 26 أبريل 1926) (بالإنجليزية: Henry Allan)‏ هو لاعب كريكت أسترالي.

## وصلات خارجية
- هنري ألان على موقع إي آس بي آن كريك إنفو (الإنجليزية)